# Titanoptilus laniger
Titanoptilus laniger är en fjärilsart som beskrevs av Jacques-Marie-Frangile Bigot 1969. Titanoptilus laniger ingår i släktet Titanoptilus och familjen fjädermott. Inga underarter finns listade i Catalogue of Life.